# Aglaenita elegans
Aglaenita elegans är en insektsart som beskrevs av Chiamolera och Rodney Ramiro Cavichioli 2003. Aglaenita elegans ingår i släktet Aglaenita och familjen dvärgstritar. Inga underarter finns listade i Catalogue of Life.